# Kozibród łąkowy
Kozibród łąkowy (Tragopogon pratensis L.) – gatunek rośliny z rodziny astrowatych. Gatunek rodzimy w Europie i części Azji, zawleczony również na inne kontynenty, w Polsce pospolity.

## Rozmieszczenie geograficzne
Rodzimy obszar jego występowania to Europa i część Azji, a jako introdukowany rośnie także na innych kontynentach – w Ameryce Północnej, Południowej i Nowej Zelandii. W Azji zasiedla tereny północno-zachodniej i wschodniej Turcji, zachodniej i wschodniej Syberii, Kazachstanu i Mongolii. W Ameryce Północnej rozprzestrzenił się w Kanadzie, Stanach Zjednoczonych i na Haiti, a w Ameryce Południowej w Argentynie. W Polsce gatunek pospolity lub przynajmniej częsty.

## Morfologia
PokrójRoślina wysokości przeważnie 30–80 cm, chociaż może dorastać do 100 cm, naga, lub za młodu wełnisto owłosiona.
ŁodygaKłącze mocne, wrzecionowate, pokryte resztkami obumarłych liści. Łodyga wzniesiona, prosta, pojedyncza lub słabo rozgałęziona.
LiścieRównowąskie, często łukowato zgięte, całobrzegie. Rozmieszczone skrętolegle, siedzące. Są nagie, lub na młodych roślinach wełnisto owłosione, podobnie, jak łodyga.
KwiatyZebrane w kwiatostan w formie koszyczka o średnicy 3–6,5 cm. Koszyczki osadzone pojedynczo na długich łodygach, wcale lub słabo zgrubiałych pod kwiatostanem. Wszystkie kwiaty wypełniające koszyczek są żółte, języczkowe. Pylniki są żółte, o ciemnobrunatnych lub ciemnofioletowych szczytach. Okrywy koszyczków mają po 8–10 lancetowatych listków, zaostrzonych, z wąską, białą, błoniastą obwódką. Listki okrywy są takiej samej długości jak korony kwiatów brzeżnych lub tylko nieco dłuższe, ponad nasadą przewężone. Koszyczki kwiatowe zamykają się po południu.
OwoceWrzecionowate niełupki z długim dzióbkiem, opatrzone puchem kielichowym. Pojedyncza niełupka osiąga długość (15) 16–22 mm, jest gładka lub pokryta kolczastymi brodawkami. Puch kielichowy jest pierzasty, brudnobiały.

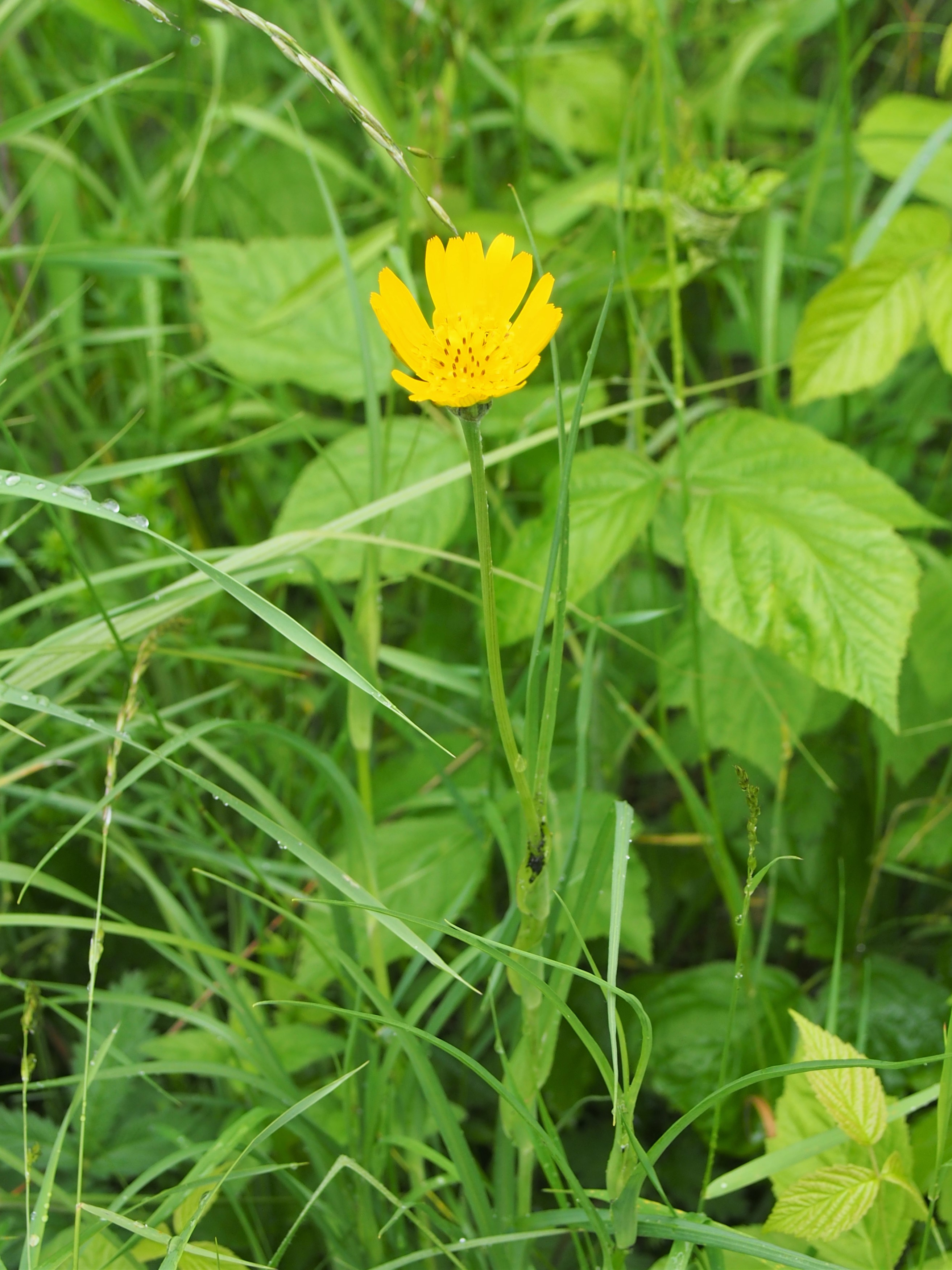
Pokrój
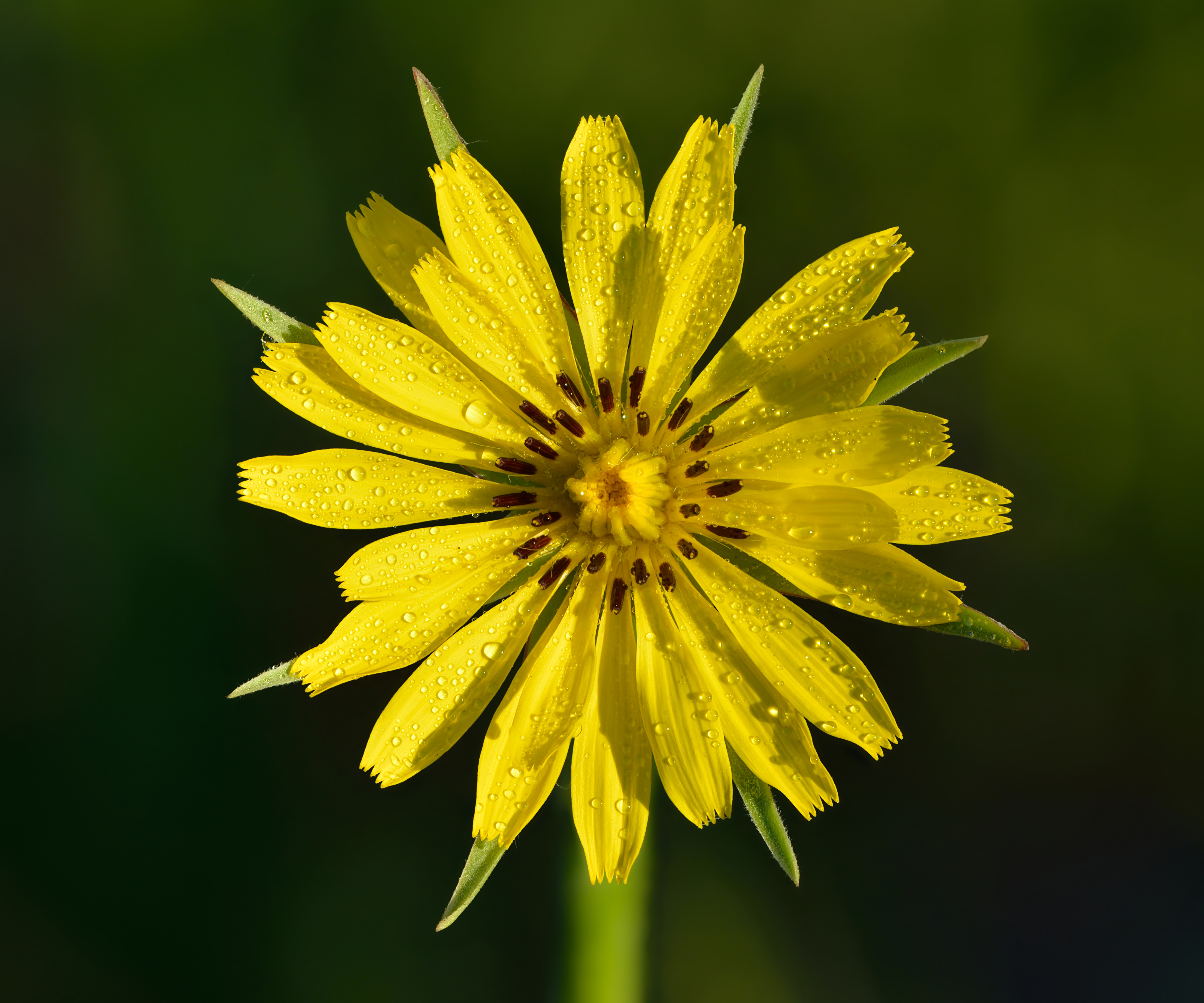
Koszyczek
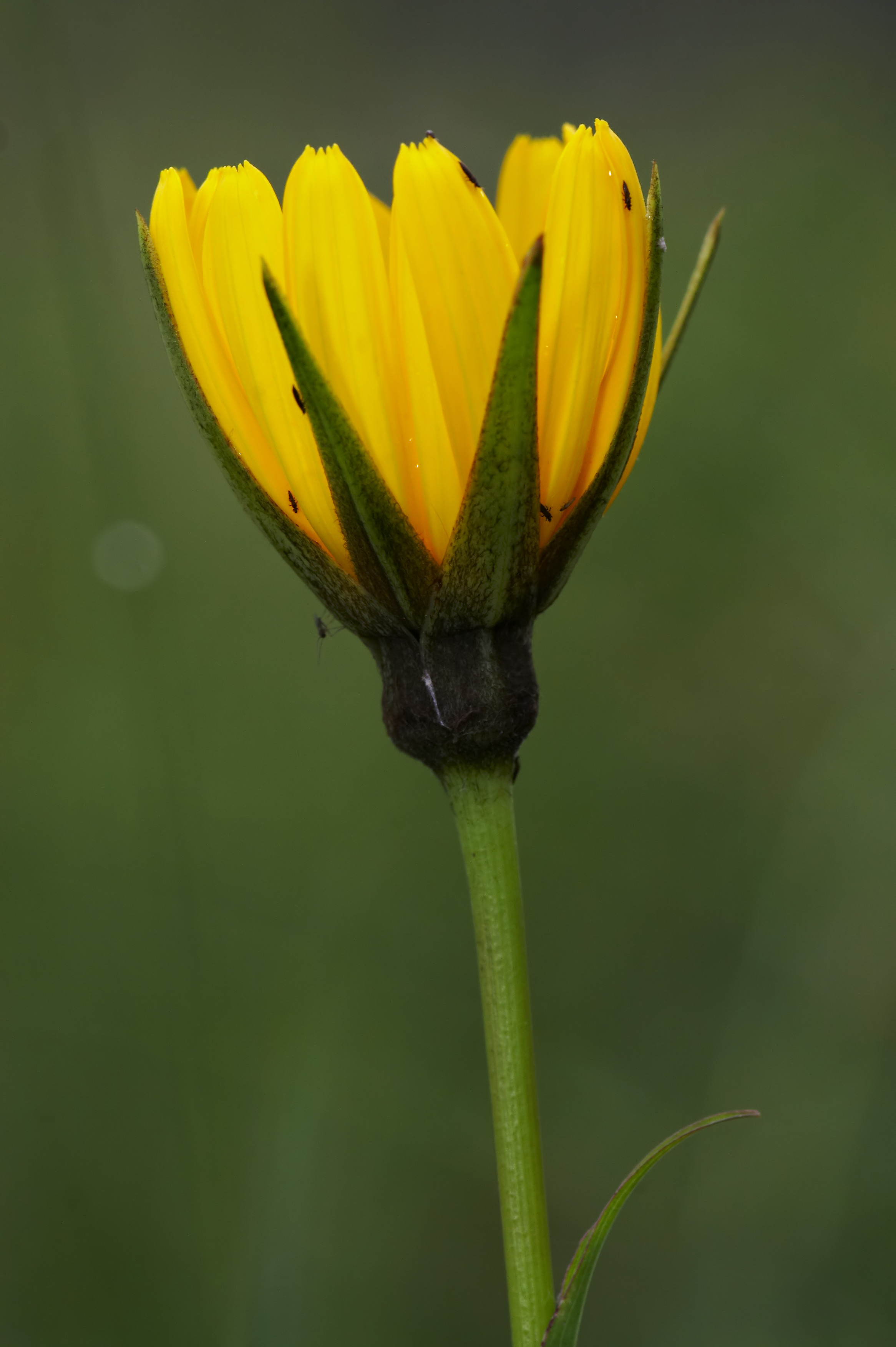
Zamknięty koszyczek
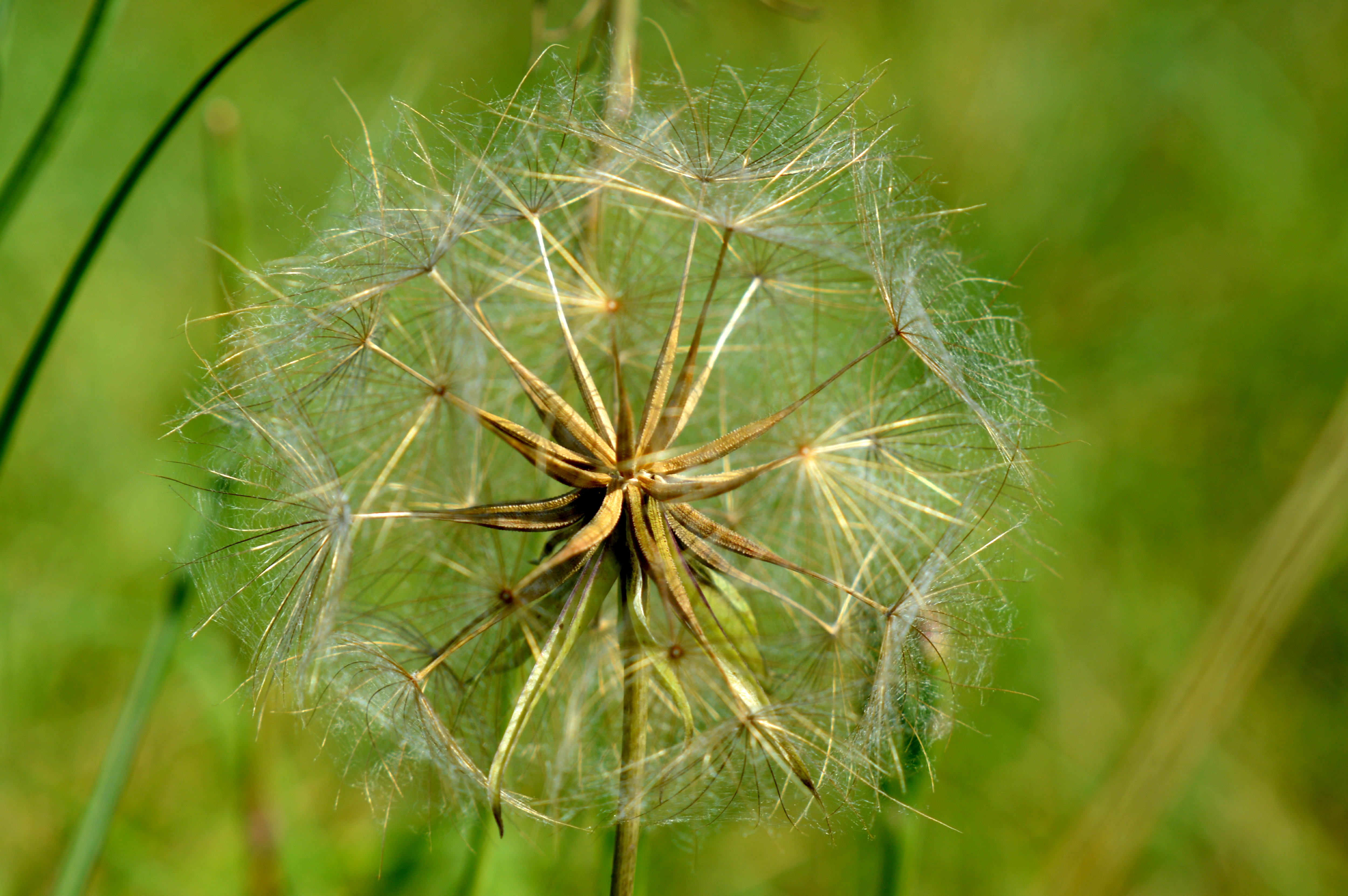
Owoce z puchem

## Biologia i ekologia
RozwójRoślina dwuletnia i bylina, hemikryptofit. Okres kwitnienia przypada od maja do lipca lub sierpnia, rzadziej do września. Kwiaty otwierają się rano i zamykają około południa. Zapylane są przez: muchówki, niewielkie chrząszcze, pszczoły i motyle. Owoce rozsiewane są przez wiatr.
GenetykaLiczba chromosomów 2n = 12.
Roślina zawiera sok mleczny, który wydziela przy uszkodzeniu.
SiedliskoWystępuje od niżu po niższe położenia górskie. Rośnie na łąkach, rowach, miedzach i przydrożach, a także w miejscach ruderalnych. Jest rośliną azotolubną, wymaga dobrze rozłożonej próchnicy w świeżych glebach gliniasto-piaszczystych i gliniastych. Jest uznawany za gatunek wskaźnikowy gleb gliniastych. Stosunkowo ciepłolubny. W klasyfikacji zbiorowisk roślinnych gatunek charakterystyczny dla All. Arrhenatherion.
Interakcje międzygatunkoweDziki ryją ziemię w poszukiwaniu kłączy kozibrodu, którymi chętnie się żywią.

## Zmienność
Tworzy mieszańce z kozibrodem wielkim (Tragopogon dubius).

## Znaczenie użytkowe
Roślina użytkowa
- Świeże rośliny są chętnie zjadane przez bydło[5].
- Roślina była wykorzystywana jako jadalna także przez ludzi[6].
- Jako gatunek zasiedlający tereny w pobliżu pól uprawnych, może zanieczyszczać zbiory nasion z upraw[3].

Roślina leczniczaKłącze tego i innych gatunków kozibrodu stosowane było w medycynie ludowej w chorobach dróg oddechowych jako środek ułatwiający odkrztuszanie wydzieliny.